# Mörttjärnen (Bergs socken, Jämtland)
Mörttjärnen är en sjö i Bergs kommun i Jämtland och ingår i Indalsälvens huvudavrinningsområde.